# Huichuan
Huichuan är ett stadsdistrikt i Zunyi i Guizhou-provinsen i sydvästra Kina.